# 張竹君 (香港)
張竹君醫生，JP（1967年7月11日—），香港公共衛生醫學專科醫生，1991年畢業於香港大學醫學院，1993年加入香港衞生署，2004年開始任職於衞生署衞生防護中心。2020年1月，首次以「衞生署衞生防護中心傳染病處主任」身份出席主持記者會，向公眾交代有關2019冠狀病毒病疫情。2023年11月27日，獲香港樹仁大學頒授榮譽社會科學博士學位。在2024年8月16日，多間傳媒指調任為衞生署社會醫學顧問醫生（家庭及學生健康)。

## 簡歷
張竹君就讀於荃灣官立中學，1991年在香港大學醫學院畢業。其後先後獲得多個學位及專業資格，包括英國倫敦皇家醫學院兒科文憑、香港中文大學預防醫學碩士、英國皇家內科醫學院公共衞生科院士、香港社會醫學學院院士及香港醫學專科學院院士（社會醫學）。張竹君在衞生署工作超過20年，在2004年衞生防護中心成立初期，她先後擔任中心首席社會醫學醫生，以及監測及流行病學處首席醫生，其後於2007年獲升任為顧問醫生，職責包括向公眾交代香港或中國內地的傳染病爆發情況，曾處理2005年四川豬鏈球菌、2008年腸道病毒、2013年中東呼吸綜合症疫情、2019冠狀病毒病等傳染病，連續多日出席4:30疫情記者會公布確診詳情。

## 評價
2020年2月8日至4月19日，張竹君連續72日出席衞生署舉行有關2019冠狀病毒病的記者會，引起公眾關注，並獲得網民的良好評價。曾智華亦在報章公開撰文，稱讚張竹君「談吐得體、溫婉專業」 。2020年4月20日香港出現零確診個案，該日沒有舉行疫情記者會，張竹君仍有返回辦公室工作，並接受荷蘭駐港總領事館向公立醫院、醫院管理局和衞生防護中心送上的12000朵鬱金香。慧科訊業在1月至5月期間以網上留言作分析，包括84萬篇帖⽂、逾2,445萬則留言及2.5億次網⺠互動。將正負面留言相減後，張竹君成為最受網民歡迎的政府官員。
2021年1月1日，張竹君在記者會被問及2020年抗疫工作的感受，她指過去一年市民抗疫十分辛苦，許多平日可做的事如外出吃飯都變得困難，但希望市民可再忍耐，期望新冠疫苗面世後，生活很快可以回復正常。1月23日是香港抗疫一周年，張竹君亦被問及抗疫一年的感受，她指過去一年大家的生活都不容易，不只是香港，全世界也是。各國政府推行許多前所未有的措施應對，大家都經歷前所未有的情況，各國都是從抗疫中學習。而她表揚香港人在疫情期間非常自律，人人都主動戴口罩是十分難得。3月8日，網民在Facebook發起「感謝張竹君」活動，希望藉三八婦女節這個「紀念女權運動的日子」，表揚張竹君風雨不改、帶領衛生署指揮抗疫工作，感謝她在過往一年的付出，並祝她身體健康，生活愉快。
2023年11月27日，樹仁大學張竹君頒授榮譽社會科學博士。樹仁大學撰寫的贊辭中提到，張竹君曾連續72日主持疫情記者會，她丈夫在2020年初患上惡疾，她既在探望丈夫及照顧家庭的同時，仍每日出席記者會；直至當年12月5日，張竹君丈夫病危，她兩日後仍強忍喪夫之痛主持記者會，讚揚她敬業、樂業、專業和有責任感。

## 家庭
張竹君與丈夫余岳鋒共育有兩名女兒，余是一名口腔頜面科牙醫，長女與次女分別於香港中文大學醫學院及英國中學就讀。張竹君、余岳鋒夫婦倆人都是虔誠的基督徒，熱心於禮拜堂事奉，張竹君經常在崇拜中擔任讀經員，余岳鋒更擔任兒童主日學的校長多年。
張竹君的丈夫余岳鋒（英語：Dr Charles Yu Ngok-fung）於香港大學取得牙醫學士（1992年）及牙醫碩士（1995年）學位；並在1996年於香港中文大學取得預防醫學碩士學位。余岳鋒除自設診所私人執業外，亦任職菲臘牙科醫院口腔頜面外科。余岳鋒數年前發現患上脑肿瘤，曾接受多次手術，但病情反覆，2020年初開始已因腦癌留威爾斯親王醫院腦外科，甚至曾進入深切治療部。2020年11月1日傳出余病情轉差，需要氧氣輔助呼吸，情況一度危殆，後轉穩定。2020年12月6日凌晨，余岳鋒因腦癌病重，在威爾斯親王醫院病逝。

## 榮譽

### 殊勳
- 官守太平紳士（J.P.）（2012年6月30日－）[19]